# 3 000 mètres steeple masculin aux Jeux olympiques d'été de 1980
Pour un article plus général, voir Athlétisme aux Jeux olympiques d'été de 1980.
Navigation
Montréal 1976 Los Angeles 1984
L'épreuve du 3 000 mètres steeple masculin aux Jeux olympiques de 1980 s'est déroulée du 26 au 31 juillet 1980 au Stade Loujniki de Moscou, en URSS. Elle est remportée par le Polonais Bronisław Malinowski dans le temps de 8 min 9 s 07.

## Résultats

### Finale
| Rang               | Athlète              | Pays             | Temps         |
| ------------------ | -------------------- | ---------------- | ------------- |
| Médaille d'or      | Bronisław Malinowski | Pologne          | 8 min 9 s 70  |
| Médaille d'argent  | Filbert Bayi         | Tanzanie         | 8 min 12 s 48 |
| Médaille de bronze | Eshetu Tura          | Éthiopie         | 8 min 13 s 57 |
| 4                  | Domingo Ramon        | Espagne          | 8 min 15 s 74 |
| 5                  | Francisco Sanchez    | Espagne          | 8 min 17 s 93 |
| 6                  | Giuseppe Gerbi       | Italie           | 8 min 18 s 47 |
| 7                  | Bogusław Mamiński    | Pologne          | 8 min 19 s 43 |
| 8                  | Anatoliy Dimov       | Union soviétique | 8 min 19 s 75 |
| 9                  | Vasile Bichea        | Roumanie         | 8 min 23 s 86 |
| 10                 | Dušan Moravčík       | Tchécoslovaquie  | 8 min 29 s 03 |
| 11                 | Lahcene Babaci       | Algérie          | 8 min 31 s 80 |
| 12                 | Tommy Ekblom         | Finlande         | 8 min 40 s 86 |

## Légende
Records et Performances
- AR : Record continental (area record)
- CR : Record des championnats (championship record)
- MR : Record du meeting (meet record)
- NR : Record national (national record)
- OR : Record olympique (olympic record)
- PR : Record paralympique (paralympic record)
- PB : Record personnel (personal best)
- SB : Meilleure performance personnelle de la saison (season's best)
- WL : Meilleure performance mondiale de l'année (world leader)
- WJR : Record du monde junior (world junior record)
- WR : Record du monde (world record)

Circonstances et Conditions
- DNF : N'a pas terminé (did not finish)
- DNS : N'a pas pris le départ (did not start)
- DQ : Disqualification (disqualification)
- NM : Aucun essai valable enregistré (No Mark)
- Q : Qualifié « directement » au prochain tour (ou à la prochaine compétition), lors d'une compétition majeure, grâce au classement ou à la réalisation des minima (automatic qualifier)
- q : Qualifié au prochain tour (ou à la prochaine compétition), lors d'une compétition majeure, grâce au repêchage ou à la réalisation de l'une des meilleures performances parmi celles des « non qualifiés directement » (grâce au meilleur temps ou à la meilleure distance par exemple) (secondary qualifier)